# Magyar szókincstár
A Magyar szókincstár a magyar nyelv egynyelvű szótára, amely 1998 és 2005 között nyolc kiadást ért meg. címszavainak száma 25 500, a szócikkeiben található szavak száma 80 600. A szócikkeket 42 300 szinonimasor (jelentés) építi fel. A szótár szerzői 14 400 szinonimasornak adták meg az ellentétes jelentését.
A szavakon felül több mint 3800, a szavaknál nagyobb lexikai egységet – szólást, szóláshasonlatot – tartalmaz a szótár 760 címszó alá besorolva.

## A szótár jellege, típusa
A Magyar szókincstárban felsorakoztatott 80 600 szó között a mai köznyelv szavain kívül szép számmal szerepelnek régi, régies, nyelvjárási, népi és idegen hangzású szavak, valamint a diáknyelv lexikai elemei és a szleng jellegű kifejezések is.
A szerzők szándéka szerint a Magyar szókincstár szinonimaszótárként és értelmező szótárként is használható.

## A szótár szócikkeinek szerkezete
A szócikk a címszót követően egy vagy több szinonimabokorból tevődik össze. Ezekben sorolják fel a címszó rokon értelmű szavait a címszó jelentései szerint bokrokba rendezve. Az egyes szócikkekben található szinonimabokrok sorrendjének megválasztásához a Magyar értelmező kéziszótár (szerk.: Juhász József és tsai, Akadémiai Kiadó, 1972) jelentésszerkezetét vették figyelembe.